# Dipoena cornuta
Dipoena cornuta là một loài nhện trong họ Theridiidae.
Loài này thuộc chi Dipoena. Dipoena cornuta được Arthur Merton Chickering miêu tả năm 1943.